# Código de los Cánones de las Iglesias Orientales
El Código de los Cánones de las Iglesias Orientales (CCEO) (en latín: Codex Canonum Ecclesiarum Orientalium) es un conjunto organizado de leyes y normas que rige las Iglesias católicas orientales. Fue promulgado en latín por el papa Juan Pablo II el 18 de octubre de 1990 mediante el documento Sacri Canones. Entró en vigencia el 1 de octubre de 1991.

## Características generales
Está dividido en 30 títulos y tiene un total de 1546 cánones. Los 6 primeros cánones son preliminares y preceden a los capítulos:

CANONES PRAELIMINARES
Can. 1 - Canones huius Codicis omnes et solas Ecclesias orientales catholicas respiciunt, nisi, relationes cum Ecclesia latina quod attinet, aliud expresse statuitur.
 Can. 2 - Canones Codicis, in quibus plerumque ius antiquum Ecclesiarum orientalium recipitur vel accommodatur, praecipue ex illo iure aestimandi sunt.
 Can. 3 - Codex, etsi saepe ad praescripta librorum liturgicorum se refert, de re liturgica plerumque non decernit; quare haec praescripta sedulo servanda sunt, nisi Codicis canonibus sunt contraria.
 Can. 4 - Canones Codicis initas aut approbatas a Sancta Sede conventiones cum nationibus aliisve societatibus politicis non abrogant neque eis derogant; eaedem idcirco perinde ac in praesens vigere pergent contrariis Codicis praescriptis minime obstantibus.
 Can. 5 - Iura quaesita itemque privilegia, quae a Sede Apostolica ad haec usque tempora personis physicis vel iuridicis concessa in usu sunt nec revocata, integra manent, nisi Codicis canonibus expresse revocantur.
 Can. 6 - Codice vim obtinente: 1° abrogatae sunt omnes leges iuris communis vel iuris particularis, quae sunt canonibus Codicis contrariae aut quas materiam respiciunt in Codice ex integro ordinatam; 2° revocatae sunt omnes consuetudines, quae canonibus Codicis reprobantur aut quae eis contrariae sunt nec centenariae vel immemorabiles.

El código tiene fuerza obligatoria solo para los fieles de las Iglesias católicas orientales sui iuris (actualmente 23 Iglesias), aunque en ciertos casos también compromete a la Iglesia latina.

## Historia de su redacción
Al tiempo que se notaba la necesidad de una colección de la legislación eclesiástica en la Iglesia latina se comenzó también a requerir un trabajo semejante para la legislación relacionada con la liturgia y disciplina de las Iglesias orientales. Así el patriarca melquita, Gregorio II Yussif solicitó, con motivo de la celebración del Concilio Vaticano I (1869-1870), una revisión del derecho vigente para esas Iglesias, pero no se pudo llevar a cabo por la oposición existente a la realización de un código separado del de la Iglesia latina. El papa León XIII (1878-1903) en la carta apostólica Orientalium dignitas, hizo hincapié en el interés por aclarar la situación legal de las Iglesias orientales católicas. Entonces las propias Iglesias orientales comenzaron a organizar sus propias colecciones: la Iglesia rumana desde 1872 a 1900), la siria (1888), la rutena (1891), la copta (1898) y la armenia (1911).
Desde 1926, tras el impulso dado anteriormente por el papa Benedicto XV con la creación de la Congregación para las Iglesias Orientales, se retomó la idea y se solicitó al papa Pío XI que la llevara a cabo. Este en 1929 formó un consejo para la elaboración de este código. Ese mismo año tal «consejo» se convirtió en comisión de cardenales Commissio cardinalitia pro studiis praeparatoriis Codificationis Orientalis con un grupo de expertos y consultores, para la codificación de toda la ley a que estas Iglesias están sujetas. La presidencia fue confiada al cardenal Pietro Gasparri, que ya había completado el Código de Derecho Canónico de 1917. 
En 1935 la comisión fue renombrada Pontificia Commissio ad Redigendum Codicem Iuris Canonici Orientalis. Fue Pío XI quien se opuso más firmemente a la idea de unificar las normas y dejar solo la parte litúrgica distinta en las Iglesias orientales, aun cuando los miembros de la comisión deseaban usar como base el código de derecho canónico de 1917.
Del borrador del código elaborado en 1935, a fines de la Segunda Guerra Mundial la comisión había logrado completar un esquema con 2666 cánones y en 1948 propuso un primer proyecto, pero el papa Pío XII con 4 motu proprio promulgó sucesivamente solo 1590 cánones en 1949, 1950, 1952 y 1957:
- Crebrae allatae sunt (ley matrimonial) (22 de febrero de 1949), AAS 41 (1949) 89-119.
- Sollicitudinem Nostram (ley procesal) (6 de enero de 1950), AAS 42 (1950) 5-120.
- Postquam Apostolicis Litteris (monjes, propiedad, fechas) (9 de noviembre de 1952), AAS 44 (1952) 65-152.
- Cleri sanctitati (derecho personal) (2 de junio de 1957), AAS 49 (1957) 433-603.

La celebración del Concilio Vaticano II hizo cesar toda labor. El 21 de noviembre de 1964 el papa Pablo VI promulgó el decreto Orientalium Ecclesiarum del Concilio Vaticano II, que proclamó los mismos derechos y la misma dignidad para cualquier rito o Iglesia particular en la Iglesia católica, logrando una nueva apreciación de la tradición de las Iglesias orientales. 
El problema de mantener un solo código para toda la Iglesia católica volvió a surgir y no se despejó hasta el 10 de junio de 1972 en que el papa Pablo VI en conexión con las recomendaciones del Concilio Vaticano II formó una nueva comisión, la Pontificia Commissio C.I.C. Orientali recognoscendo. Esta comisión comenzó su trabajo en 1974 y fue elaborando las diversas partes del código y haciéndolas revisar por las mismas Iglesias y universidades pontificias, publicando su trabajo entre 1975 y 1990 en su propia revista. 
El 25 de enero de 1983 fue promulgado el Código de Derecho Canónico por Juan Pablo II para la Iglesia latina. Los trabajos se prolongaron hasta 1988 en que la comisión entregó el texto que consideraba definitivo al papa Juan Pablo II, quien todavía lo hizo revisar por otros expertos antes de aprobarlo y promulgarlo en 1990.
En 1998 el papa Juan Pablo II emitió el motu proprio Ad Tuendam Fidem, que enmendó dos cánones (598 y 1436).